# أرنولد كولر
أرنولد كولر (الألمانية السويسرية الموحدة: Arnold Koller) هو سياسي سويسري، ولد في 29 أغسطس 1933 بسانت غالن في سويسرا. حزبياً، نشط في حزب الشعب الديمقراطي المسيحي في سويسرا ‏. وقد انتخب رئيس المجلس الوطني السويسري ‏ وانتخب عضو المجلس الوطني السويسري وانتخب عضو المجلس الفيدرالي السويسري.

## روابط خارجية
- أرنولد كولر على موقع مونزينجر (الألمانية)